# Stormyrskogen
Stormyrskogen är ett 421 hektar stort väglöst naturskogsområde i Ånge kommuns södra delar, med en del inom Sundsvalls kommun. Det varierade området innefattar myrar, tjärnar och skog av varierad ålder. Reservatet bildades 1997 och är antaget som Natura 2000-område och som skyddsområde enligt fågeldirektivet.